# Amaryllis August
Amaryllis April Maltha August (* 2003) ist eine dänische Schauspielerin.

## Leben und Karriere
August wurde im Jahr 2003 geboren. Sie ist die Tochter des Regisseurs Bille August und der Schauspielerin Sara-Marie Maltha. 2024 bekam sie in der Serie Families Like Ours – Nur mit Euch (Familier som vores) eine Hauptrolle. Im selben Jahr wurde sie für die Serie The Count of Monte Cristo gecastet.

## Filmografie
- 2024: Families Like Ours – Nur mit Euch (Familier som vores, Fernsehserie)
- 2024: The Count of Monte Cristo (Fernsehserie)